# Defense Technical Information Center
Das Defense Technical Information Center (DTIC, ausgesprochen „Dee-tick“) ist das Forschungs- und Technikarchiv des Verteidigungsministeriums der Vereinigten Staaten (DoD). Die Dienstleistungen des DTIC stehen dem Personal des Verteidigungsministeriums und dem Personal der Regierung der Vereinigten Staaten von Amerika zur Verfügung. Die allgemeine Öffentlichkeit kann über die öffentliche Website auf nicht vertraulich klassifizierte Informationen zugreifen.

## Geschichte
Das DTIC wurde im Juni 1945 als Air Documents Research Center (ADRC) von dem U.S. Army Air Corps, der U.S. Navy und dem British Air Ministry gegründet.
Diese neu gegründete Agentur hatte als Hauptaufgabe, deutsche Dokumente zu sammeln. Diese gesammelten Dokumente wurden in drei Kategorien eingeteilt:
- Dokumente, die den Krieg im Pazifik unterstützen können,
- Dokumente von unmittelbarem nachrichtendienstlichem Interesse für die Vereinigten Staaten oder die britischen Streitkräfte
- Dokumente, die für zukünftige Forschungen von Interesse waren.

Im Jahr 1945 verlegte die ADRC ihre Operationen unter dem Namen Air Documents Division (ADD) von London nach Wright Field in Dayton, Ohio. Die ADD-Mitarbeiter katalogisierten die erfassten Dokumente und übersetzten eine kleine Anzahl von Berichten, die als besonders wichtig für die Forschung erachtet wurden.
Im Jahr 1948 wandelten Navy und Luftwaffe das ADD in das Central Air Documents Office (CADO) um. Sie übertrugen ihm die Sammlung der erfassten Dokumente und weiteten seinen Auftrag auch auf die Sammlung, Verarbeitung und Verbreitung von Informationen zur Verwendung innerhalb der militärischen Vorschriften aus.
Im Jahr 1951 wurde die Armed Services Technical Information Agency (ASTIA) gegründet. Diese hatte die gleichen bzw. sich mit dem ADD überschneidende Aufgaben, wodurch beide Institutionen 1962 zusammengelegt wurden. Nur ein Jahr später erfolgte 1963 die Umbenennung zur Defense Documentation Center for Science and Technical Information (DDC) und wurde nach Cameron Station in Alexandria, Virginia verlegt.
Das DDC änderte seinen Namen 1979 in seine bis heute gültige Bezeichnung Defense Technical Information Center (DTIC).
Online verfügbar wurden die Dokumente des DTIC erst 1994. Seit 1995 hat es seinen Sitz im bei der Defense Logistics Agency (DLA) im Andrew T. McNamara Headquarters Komplex, in Fort Belvoir im Fairfax County, Virginia.

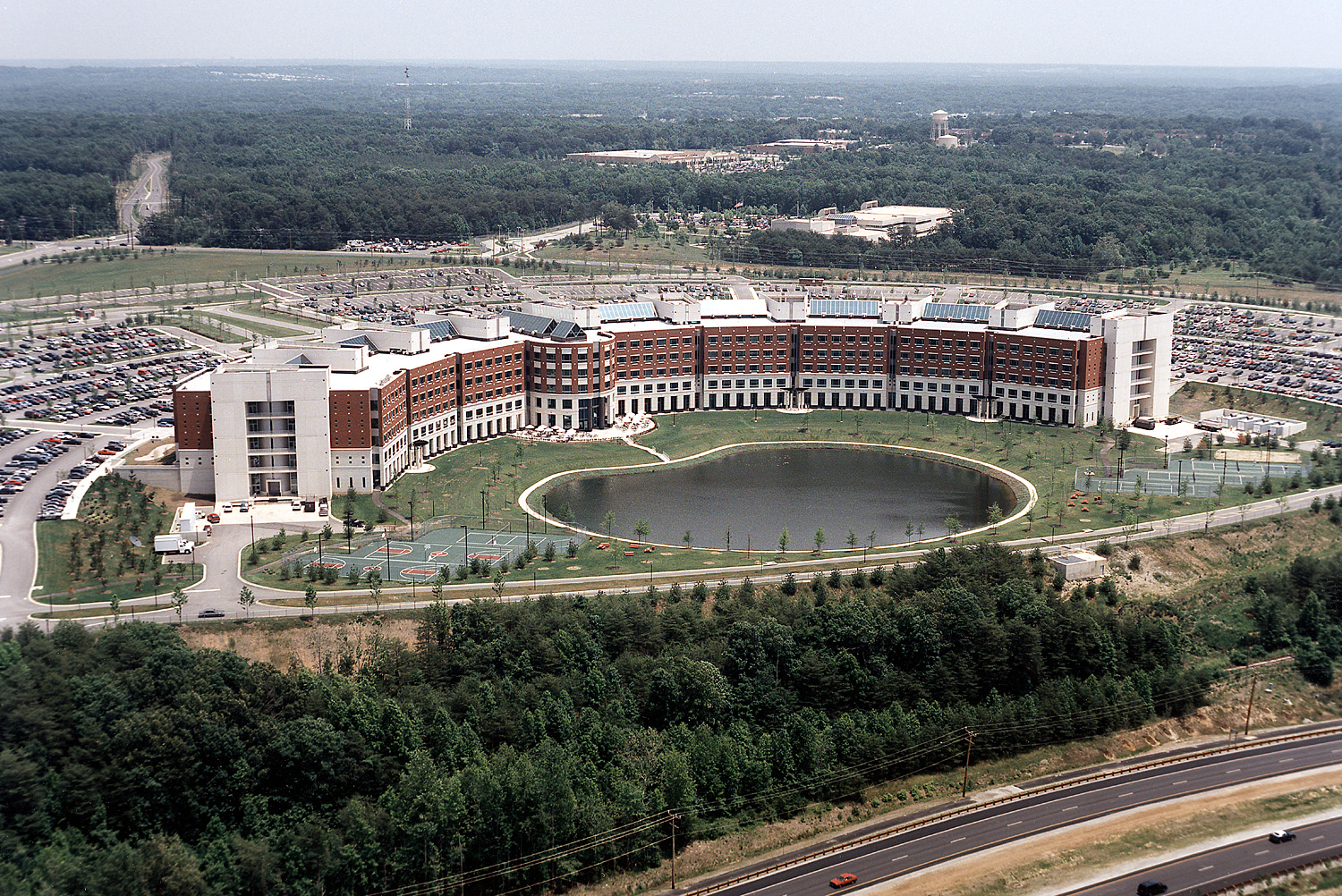
Andrew T. McNamara Headquarters Komplex, Sitz des DTIC

## Angebote und Dienstleistungen

### Öffentliche Website
Die öffentliche Website von DTIC ist das öffentliche Portal zu den Produkten und Dienstleistungen von DTIC. Diese ermöglicht den Zugang zu den nicht klassifizierten Informationen.
Die DTIC-Website enthält auch Informationen über die Registrierung für das R&E-Gateway (siehe unten) und die Einreichung von Dokumenten beim DTIC.

### R&E-Gateway
Das R&E-Gateway – die maßgebliche und sichere Online-Ressource des Verteidigungsministeriums (DoD) für Informationen zu Forschung, Entwicklung, Prüfung und Bewertung. Auf dem R&E-Gateway (Research and Evaluation) sind über 4 Millionen wissenschaftliche und technische Ressourcen verfügbar: Wissenschaftliche und technische Berichte des Verteidigungsministeriums, geplante und abgeschlossene Forschungsarbeiten, vom Verteidigungsministerium finanzierte Artikel in Forschungs- und Ingenieurzeitschriften, Haushaltsexponate (R2 und P40), Zuschüsse des Verteidigungsministeriums, internationale Vereinbarungen usw.

### DTIC Online Classified
Das Secure Internet Protocol Routing Network (SIPRNet) bietet Zugriff auf die komplette Sammlung von technischen Berichten in den Klassifizierungen: unklassifiziert, unbegrenzt, unklassifiziert, begrenzt, sowie vertraulichen bis hin zu geheimen Berichten. Darüber hinaus haben registrierte Benutzer Zugang zu anderen Websites im SIPRNet, einschließlich DoDTechipedia Classified.

### Information Analysis Centers
Die Forschungs- und Analysedienste des DoD IAC bieten Zugang zu Informationen, Wissen und bewährten Verfahren von Regierung, Industrie und Wissenschaft, um die Aufgaben und Ziele zu erfüllen, die für die Bedürfnisse der F&E- und Akquisitionsgemeinschaften des DoD gelten. Diese Dienste werden von den drei Basic Centers of Operation (BCOs) des DoD IAC bereitgestellt:
- Cyber-Sicherheits- und Informationssysteme,
- Verteidigungssysteme
- Heimatschutz und Sicherheit

Die BCOs stützen sich auf ein umfangreiches Netzwerk von Fachexperten (SME), das erfahrene Ingenieure und Wissenschaftler, pensionierte hochrangige Militärs, führende akademische Forscher und Industrieexperten umfasst.